# 長添雅嗣
長添 雅嗣（ながそえ まさつぐ、1979年 - ）は、日本の映像作家。KICKS主宰。

## 人物
東京都出身。武蔵野美術大学卒。卒業と同時にteevee graphicsに入社、映像作家の小島淳二の元でモーショングラフィックデザイナーとして数々のCMやミュージック・ビデオ制作を手がける。
2006年、BOOM BOOM SATELLITESの「KICK IT OUT」のミュージックビデオでディレクターとしての活動を始める。
2008年、teevee graphicsより独立。
2009年、映像ユニット ELECROTNIKとともにN・E・W設立。
2016年、KICKS設立。

## 受賞歴
- 2002年 Canon Digital Creators Contest：「ゴーホーカ」BRONZE[3]
- 2005年 RESFEST：「ZIPPPPP」出展[4]
- 2010年 SPACE SHOWER Music Video Awards：m-flo「SOUND BOY THRILLER feeeeeeeeeeat.LISA」 BEST GROOVE VIDEO賞
- 2012年 ADFEST：androp「Bright Siren」サイバー部門「Silver」「Bronze」、フィルム・クラフト部門「Silver」選出[5]
- 2012年 SPACE SHOWER Music Video Awards：androp「Bright Siren」 特別賞[6]
- 2013年 PromaxBDA Asia Award：「VMAJ 2013」最優秀プリントキャンペーン（Best Print Campaign）金賞・最優秀イベントプロモ映像(Best Special Event Promo)」金賞[7]
- 2014年 MTV VMAJ：ももいろクローバーZ「GOUNN」最優秀グループビデオ賞／Best Group Video[8]
- 2015年 SHORT SHORTS FILM FESTIVAL & ASIA 2015：ももいろクローバーZ「夢の浮世に咲いてみな」特別賞[9]
- 2015年 BOVA: BRAIN ONLINE VIDEO AWARD：五五七二三二〇「半世紀優等生」/日清シスコ ココナッツサブレ「50周年」[10]
- 2015年 MTV VMAJ：ももいろクローバーZ「夢の浮世に咲いてみな」最優秀コラボレーション賞／BEST COLLABORATION[11]

## 主な作品

### CM
- UNIQLO「88COLOR」 （2010）
- TOSHIBA「液晶テレビREGZA」
- Sony Ericsson「Xperiaシリーズ」（2012）
- ZIMA FUNFORCE「PARTY SHUFFLE」（2012）
- ブルボン「ブリリアントトリュフ」(2012）
- PENTAX「K-30」（2012）・「K-50」（2013）
- トヨタ「スペイド White World」（2013）
- JINS「花粉CUT」（2013）
- JT「桃の天然水　ど。きゅん!」（2013）
- SEIKO 「オフィシャルタイマーSEIKOx世界陸上モスクワ2013」（2013）
- 日本コカ・コーラ 「ネームボトル」（2014）
- アサヒビール「アサヒスーパードライ 進化したエクストラコールド」（2014）
- KOSE 「ESPRIQUE」（2014）
- SEIKO 「CLOCK ORCHESTRA」（2014）
- 三菱 「液晶テレビREAL」（2014）
- Japanet「新生ジャパネット 始動」（2015）

### MUSIC VIDEO
- BOOM BOOM SATELLITES 「KICK IT OUT」(2006)
- 髭HiGE「ロックンロールと五人の囚人」(2006)
- BOOM BOOM SATELLITES 「EASY ACTION」(2007)
- 髭HiGE「黒に染めろ」（2007）
- UKAWANIMATION!「秘境の奥の虫歯の記憶」（2008）
- m-flo「Sound Boy Thriller feeeeeeeeeat. LISA」(2009)
- ポルノグラフィティ「アニマロッサ」(2009)
- MIYAVI 「TORTURE」(2010)
- androp「Bright Siren」(2011)
- MIYAVI x KREVA 「Strong」(2011)
- C&K 「王様ゲーム」(2012)
- ももいろクローバーZ 「GOUNN」(2013)
- MIYAVI 「Ahead Of The Light」（2013）
- Fab Cushion 「SPECIAL WORKAHOLIC」(2014)
- TeddyLoid 「FOREVER LOVE」(2014)
- ももいろクローバーZ vs KISS 「夢の浮世に咲いてみな」(2015)
- 私立恵比寿中学 五五七二三二〇「半世紀優等生」(2015)
- ももいろクローバーZ 「『Z』の誓い」(2015)
- ももいろクローバーZ 「WE ARE BORN」(2016)
- ももいろクローバーZ 「ザ・ゴールデン・ヒストリー」(2016)
- DAOKO「ダイスキ with TeddyLoid」(2017)
- ももいろクローバーZ「BLAST!」(2017)
- DEAN FUJIOKA「DoReMi」(2017)

### TV
- 日本テレビ 「ナイナイサイズ!」　オープニングタイトルバック
- MTV JAPAN Chart Top10 シークエンス
- SSTV NEW YEAR SPOT （2011）
- SSTV SUPER HITS
- SSTV CANVAS「模倣者たちの慟哭。そして慷慨するケダ。」(2012)
- NHK教育テレビ 「テクネ 映像の教室」プロジェクション2（2013年8月28日）
- 牙狼-GARO-炎の刻印　オープニングアニメーション映像（2014）
- 第65回 NHK紅白歌合戦　ももいろクローバーZ 「My Dear Fellow」 LED映像（2014）
- 呪術廻戦 第1期エンディングムービー（2020）コンテ・演出
- BEYBLADE X エンディングアニメーション[注 1]（2024）絵コンテ・ディレクション

#### みんなのうた
- ◆は、5分間1曲枠の楽曲（ロングのうた）。
- 千の扉 〜Thousand Doors / 原由子（2022年10月・11月放送）

### プロジェクションマッピング映像
- Tokyo Station Vision（2012年9月22日）[12]

### イベント
- MTV VMAJ 2013 [13]